# SU-85
El SU-85 (en ruso: "Samokhodnaya Ustanovka"; Lit. Cañón Autopropulsado) fue un cañón autopropulsado soviético utilizado durante la Segunda Guerra Mundial, basado en el chasis del carro medio T-34. Los primeros cañones autopropulsados soviéticos estaban destinados a servir como cañones de asalto, como el SU-122, o como cazacarros; el SU-85 entraba en la última categoría. La designación "85" significa el calibre del armamento principal del vehículo, el cañón antitanque D-5S de 85 mm.
Los SU-85 se utilizaron desde septiembre de 1943 hasta el final de la Segunda Guerra Mundial.

## Desarrollo
A principios de la Segunda Guerra Mundial, los tanques soviéticos como el T-34 y el KV-1 tenían la potencia de fuego adecuada para derrotar a cualquiera de los tanques alemanes disponibles en ese momento. En el otoño de 1942, las fuerzas soviéticas comenzaron a encontrar el nuevo tanque pesado Panzer VI Tiger alemán, con un blindaje demasiado grueso para ser penetrado por los cañones de 76,2 mm utilizados en los tanques T-34 y KV-1 a un alcance seguro. El mando soviético también tenía informes del tanque medio Panzer V Panther, que en ese momento, todavía estaba en desarrollo y poseía una armadura más gruesa que el Tiger; ambos representaron un avance en el diseño de tanques alemanes. Aunque el Panther no se vio en combate hasta julio de 1943, la nueva generación de vehículos alemanes significó que el Ejército Rojo necesitaba un arma principal nueva y más poderosa para sus formaciones blindadas.
En mayo de 1943, se inició el trabajo en un nuevo cañón antitanque. Los planificadores militares dirigieron a las oficinas de diseño del general Vasiliy Grabin y del general Fiódor Petrov para modificar el cañón antiaéreo de 85 mm para utilizarlo como arma antitanque. La oficina de Petrov desarrolló el cañón D-5 de 85 mm. Aunque era demasiado grande para la torreta del T-34 o KV-1, se pensó que el cañón podría montarse en el chasis del cañón autopropulsado SU-122 para darle movilidad al arma. La versión de esta arma destinada a montarse en el SU-85 se llamaba D-5S, con la "S" de autopropulsada. Inicialmente, La Planta de Construcción de Maquinaria Pesada de los Urales (Uralmash) rechazó el diseño propuesto. Sin embargo, se convenció a los administradores de Uralmash para que continuaran con el modelo propuesto.

## Características
El SU-85 era, prácticamente, una modificación del anterior obús autopropulsado SU-122, que esencialmente reemplazaba el obús M-30S de 122 mm del SU-122 con un cañón antitanque D-5T de 85 mm de alta velocidad. El D-5T era capaz de penetrar el blindaje del Tiger I desde 1000 m. El vehículo tenía un perfil bajo y una excelente movilidad. Inicialmente con una cúpula de comandante blindada en el primer lote, la óptica de observación del SU-85 se mejoró con la introducción de una cúpula de comandante estándar, la misma que en el T-34/76 modelo 1942, además de las miras de observación prismáticas ya existentes. instalado en el lado izquierdo y trasero. En vehículos posteriores, se agregaron las mismas ópticas, lo que permite una observación completa.

### Armamento
El armamento principal del SU-85 era el cañón antitanque estriado D-5 de 85 mm, producido en dos modalidades: D-5S-85 y D-5S-85A. Estas opciones diferían en el método de fabricación del cañón y el diseño del cerrojo, así como en la masa de sus partes oscilantes: 1230 kg para el D-5S-85 y 1370 kg para el D-5S-85A. Las unidades autopropulsadas con sistemas D-5S-85A se denominaron SU-85A. En marzo, la planta Uralmash recibió 102 D-5S-85 y 89 D-5S-85A.
La munición del arma era de 48 rondas de carga unitaria. Los cartuchos de artillería se colocaban en bastidores a lo largo del lado izquierdo y el mamparo del motor, así como en los guardabarros del lado izquierdo y una caja debajo del arma. La velocidad de disparo del arma fue de 6-7 disparos por minuto. La carga de munición podría incluir casi todos los proyectiles de 85 mm del modelo de cañón antiaéreo 1939, pero en la práctica, en la gran mayoría de los casos, solo se utilizó proyectiles de fragmentación y de perforación de blindajes.

## Producción
Los SU-85 se produjeron en la Planta de Construcción de Maquinaria Pesada de los Urales en Sverdlovsk desde agosto de 1943 hasta octubre de 1944, se construyeron un total de 2.335 cañones autopropulsados y tres unidades SU-122 en julio de 1943 se convirtieron en SU-85-I, SU-85- II y SU-85-IV. El cañón D-5S de 85 mm permitió al SU-85 enfrentarse eficazmente a los tanques medios enemigos a distancias de más de un kilómetro y a distancias más cortas e incluso penetrar el blindaje frontal de los tanques pesados.

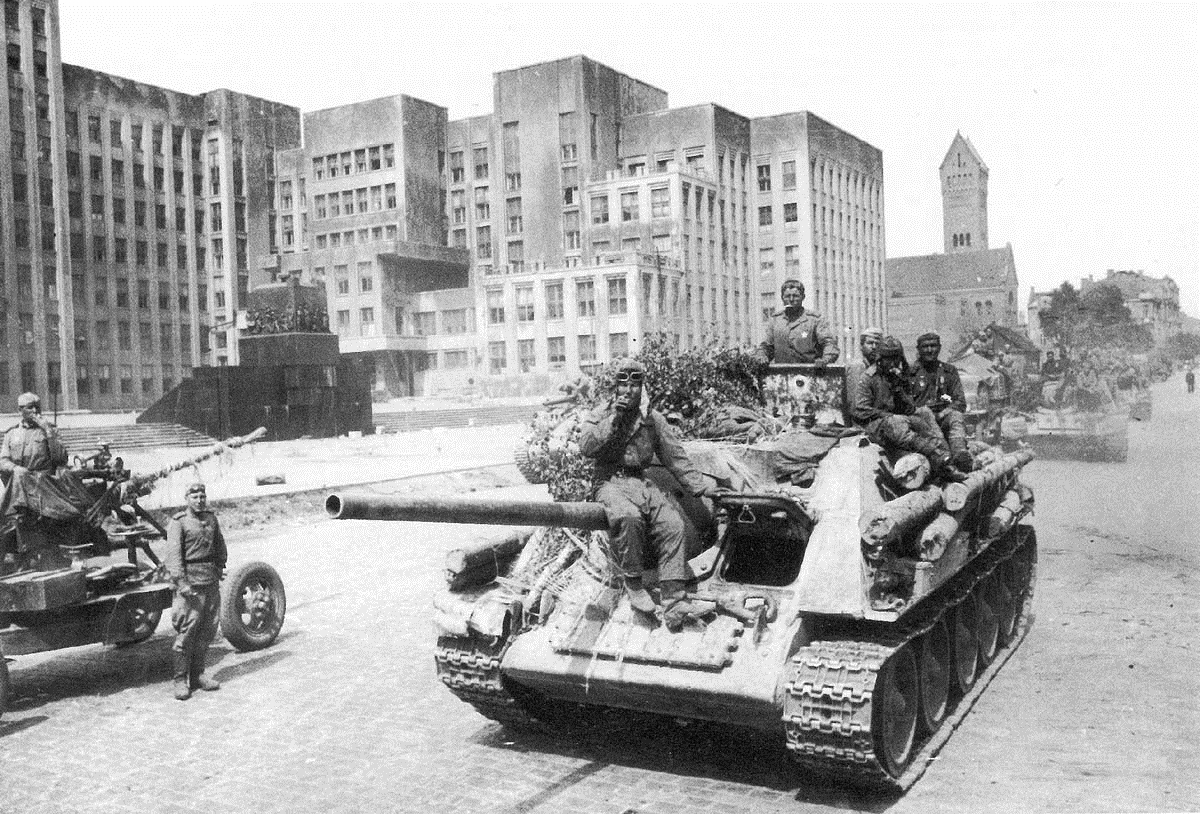
Un SU-85 en la plaza central de Minsk en 1944

Después del desarrollo de un cañón autopropulsado SU-100 más potente debido al retraso en la producción de proyectiles perforadores de blindaje de 100 mm y la terminación de la producción de cascos blindados para el SU-85, se produjo una versión de transición del SU-85M a partir de septiembre de 1944. De hecho, era un SU-100 con un cañón D-5S de 85 mm. El SU-85M modernizado se diferenciaba de la versión original del SU-85 por un blindaje frontal más potente, más munición y la presencia de una cúpula de comandante con cinco ranuras de observación. Hasta diciembre de 1944 se fabricaron 315 de estos vehículos.
Cuando el tanque medio T-34-85 entró en producción en masa en la primavera de 1944, no tenía sentido continuar la producción de un cazacarros que después de todo, estaba armado con el mismo cañón que el tanque T-34-85, tenía peor blindaje y carecía de una torreta movil. A la luz de esto, la producción del SU-85 se detuvo a fines de 1944 después de que se produjeran 2.050 vehículos. Fue reemplazado en las líneas de producción por el cazacarros SU-100, armado con el cañón D-10S de 100 mm más potente.
Había dos versiones: el SU-85 básico tenía una cúpula de comandante fija con un periscopio giratorio de tres aumentos; el SU-85M mejorado tenía la misma casamata que el SU-100 posterior, con una cúpula de comandante como la utilizada en el T-34-85.
| Año   | Modelo | 1     | 2     | 3     | 4     | 5     | 6     | 7     | 8     | 9     | 10    | 11    | 12    | Total |
| ----- | ------ | ----- | ----- | ----- | ----- | ----- | ----- | ----- | ----- | ----- | ----- | ----- | ----- | ----- |
| 1943  | SU-85  |       |       |       |       |       |       |       | 100   | 152   | 162   | 166   | 176   | 756   |
| 1944  | SU-85  | 176   | 176   | 112   | 25    |       |       |       |       |       |       |       |       | 489   |
| 1944  | SU-85А |       |       | 79    | 175   | 205   | 210   | 210   | 210   |       | 1     |       |       | 1090  |
| 1944  | SU-85М |       |       |       |       |       |       |       |       | 135   | 120   | 60    |       | 315   |
| Total | Total  | Total | Total | Total | Total | Total | Total | Total | Total | Total | Total | Total | Total | 2650  |

## Historial de combate
El SU-85 entró en combate en agosto de 1943 en las batallas por la orilla izquierda del río Dniéper en Ucrania (véase batalla del Dniéper). Estuvo activo en todo el Frente Oriental hasta el final de la guerra. Aunque era un arma capaz, se encontró que su arma principal de 85 mm no era adecuada para penetrar el blindaje de los vehículos de combate blindados alemanes más grandes. Por lo que fueron reemplazados gradualmente por el SU-100 más potente.
El SU-85 se retiró del servicio activo poco después de la guerra y se exportó a muchos países aliados de la Unión Soviética en Europa y otros lugares. Algunos SU-85 se modificaron para usarse como vehículos de comando y recuperación. Países como Corea del Norte y Vietnam lo mantuvieron en servicio durante muchos años.

## Variantes
- SU-85 Versión básica con cuatro periscopios y sin cúpula de comandante.
- SU-85A Versión armada con un cañón antitanque D-5S-85A de 85 mm.
- SU-85M Versión mejorada con blindaje frontal más potente, más munición y la presencia de una cúpula de comandante con cinco ranuras de observación.
- WPT-34 (1960) Vehículo de reparación y mantenimiento polaco con una superestructura que reemplaza a la casamata, una grúa, un tubo telescópico de gran diámetro para operaciones de vadeo profundo, así como un ancla de tierra tipo pala grande en la parte trasera.[6] Se convirtió a partir de cazacarros SU-85, así como de tanques medianos T-34 y cazatanques SU-100.

## Usuarios
- Unión Soviéticaː 2.650 Uds
- Alemania Naziː Vehículos capturados renombrados como Jagdpanzer SU-85 (r)

Operadores en la posguerra
- República Popular de Bulgaria
- República Socialista de Checoslovaquia
- República Popular de Hungría
- Corea del Norte
- República Popular de Poloniaː
- República Popular de Rumanía
- Vietnam
- Yugoslavia
- República Democrática Alemanaː Desde 1952/56 hasta 1962

## Galería de fotos

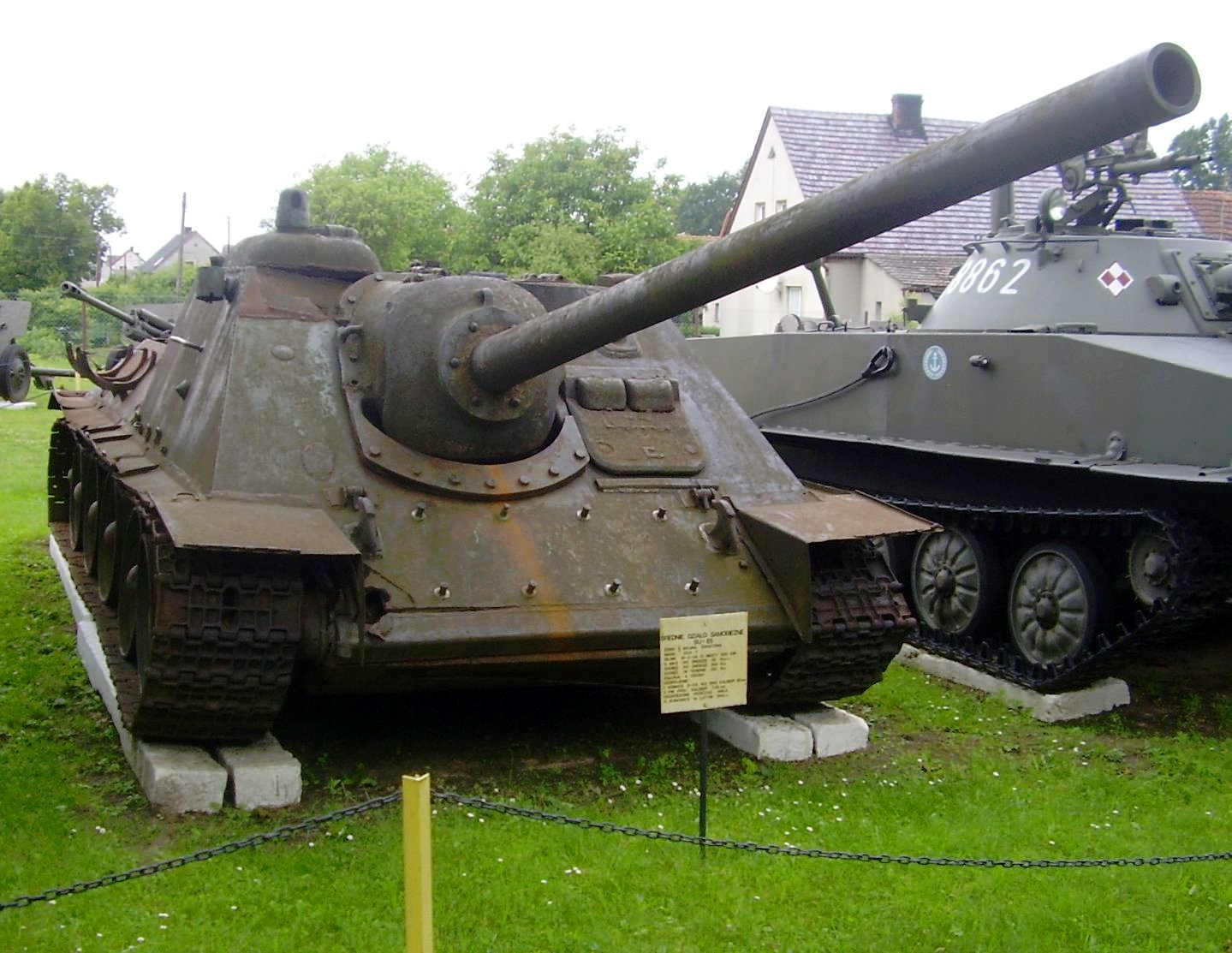
SU-85 en el Museo Militar de Lubusz, Polonia
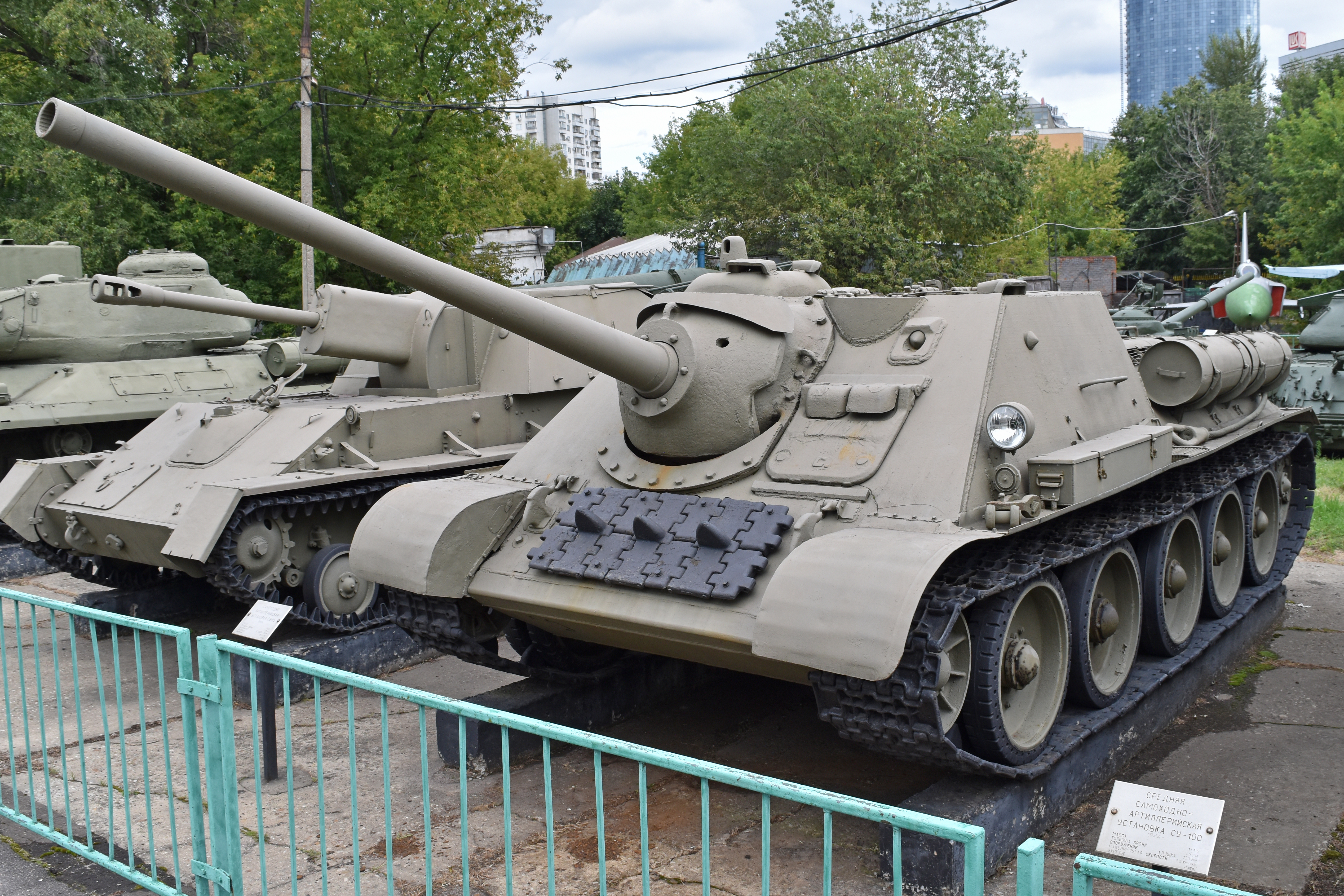
SU-85 en el Museo Central de las Fuerzas Armadas, Moscú
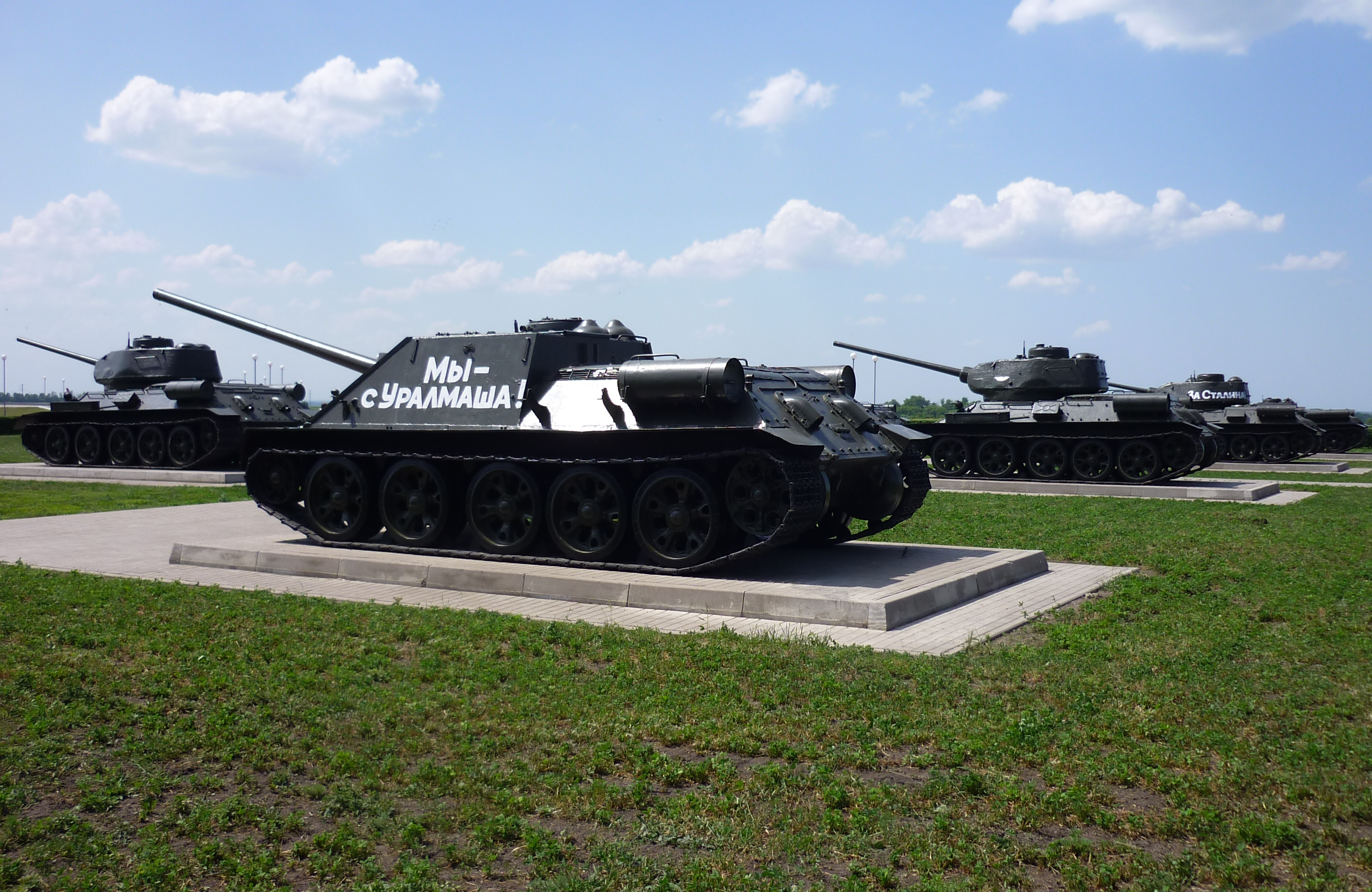
SU-85 en el Monumento a la Batalla de Prójorovka
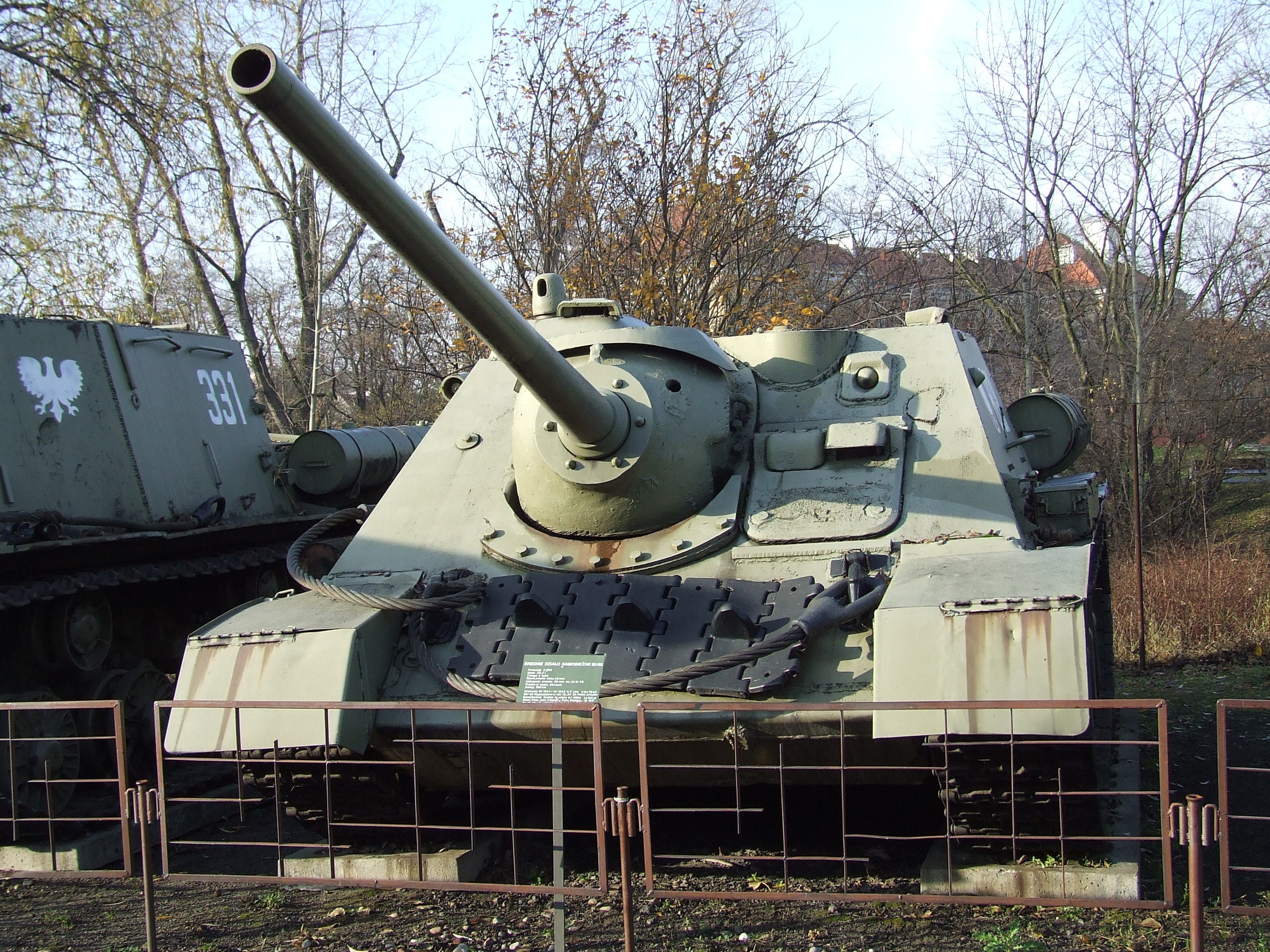
SU-85 en el Museo del Ejército Polaco, Varsovia-Czerniaków